# Даушвили, Шота Порфирович
Шота Порфирович (Парфирович) Даушвили (5 апреля 1927 — 1983) — советский самбист и борец вольного стиля, чемпион и призёр чемпионатов СССР по самбо и вольной борьбе, мастер спорта СССР.

## Биография
Увлёкся борьбой в 1946 году. Участвовал в десяти чемпионатах страны по вольной борьбе (1947—1957 годы). В 1957 году ему было присвоено звание мастера спорта. Выпускник Тбилисского государственного университета.

## Спортивные результаты

### Вольная борьба
- Чемпионат СССР по вольной борьбе 1949 года — ;
- Чемпионат СССР по вольной борьбе 1951 года — ;
- Чемпионат СССР по вольной борьбе 1953 года — ;

### Самбо
- Чемпионат СССР по самбо 1947 года — ;
- Чемпионат СССР по самбо 1948 года — ;
- Чемпионат СССР по самбо 1949 года — ;
- Чемпионат СССР по самбо 1950 года — ;
- Чемпионат СССР по самбо 1951 года — ;
- Чемпионат СССР по самбо 1954 года — ;
- Чемпионат СССР по самбо 1956 года — ;